# Willem II (voetbalclub)
Willem II is een Nederlandse profvoetbalclub uit Tilburg, opgericht in 1896. De clubkleuren zijn rood, wit en blauw. De thuiswedstrijden van de 'tricolores' worden sinds 1995 gespeeld in het Koning Willem II Stadion aan de Goirleseweg in Tilburg.

## Historie

### De eerste jaren
Op 12 augustus 1896 werd in Tilburg voetbalclub Tilburgia opgericht door Marten Evert van Kuiken. Lange tijd werd gedacht dat de club was opgericht door Gerard de Ruiter, stagiair bij de NS-hoofdwerkplaats in Tilburg. Het verhaal ging dat hij van voetbal hield, maar Brabant nog niet erg bekend was met deze sport, en hij daarom een groep van twaalf mannen bij elkaar zocht. Zij zouden de nieuwe voetbalclub Tilburgia hebben gevormd. Dit verhaal blijkt dus onjuist te zijn. In 1898 wordt de naam Tilburgia gewijzigd in Willem II, naar de voormalige koning Willem II, die zijn militair hoofdkwartier had gevestigd in Tilburg en die ook in de stad overleed.
Hoewel er in de eerste jaren vooral sprake was van een gezelligheidsvereniging, was Willem II aangesloten bij de Brabantse Voetbalbond. In 1904 wordt Willem II kampioen van Brabant met als een van de sterspelers Constant Cremer, de eerste zwarte voetballer op de Nederlandse velden. Datzelfde jaar treedt de club toe tot de Nederlandse voetbalbond, de voorloper van de KNVB. Er was echter nog geen landelijke competitie. Het zuiden telde in de beginjaren van de voetbalbond niet echt mee. In 1916 bracht Willem II daar verandering in door het landskampioenschap te winnen. De Tilburgers wonnen hun eerste landstitel door in de kampioenscompetitie boven oostelijk kampioen Go Ahead en westelijk kampioen Sparta te eindigen. Het elftal bestond toen uit: Walter van den Bergh, Harrie van Gerwen, Louis Marsé, Pim Versluys, Harry Mommers, Louis Schollaert, Harrie van Asten, Jos van Son, Toon van Son, Tinus van Beurden, Jef Briaire.
In 1914 was Willem II voor het eerst kampioen van de Eerste Klasse Zuid geworden, bij het debuut in de kampioenscompetitie met HVV en Vitesse waren de Tilburgers vervolgens kansloos met alleen maar nederlagen en een doelsaldo van 2 voor en 17 tegen.
In 1944 won Willem II voor het eerst de KNVB Beker. In de meest doelpuntrijke bekerfinale ooit werd Groene Ster met 9-2 verslagen. Tijdens de oorlog was het stadion van Willem II voor een groot deel ontdaan van zijn hout dat als brandhout werd gebruikt. In eerste instantie wilde men de accommodatie volledig opknappen. Later ging men over op de bouw van een geheel nieuw stadion. Wat nogal gewaagd was, want net na de oorlog waren bouwmaterialen zeer schaars. En de kosten van het stadion, ruim één miljoen gulden, logen er ook niet om. In 1947 ging de eerste spade de grond in en in begin 1948 was het grasveld klaar om bespeeld te worden. In de jaren daarna werd nog een aantal aanpassingen aan het stadion gedaan.
In 1952 werd Willem II voor de tweede keer in het bestaan landskampioen. Terend op dit succes kreeg het Willem II stadion in 1953 een nieuwe overdekte hoofdtribune.

### Invoering betaald voetbal
Nadat de KNVB in november 1954 besloot tot invoering van (semi)professioneel voetbal in Nederland, werd Willem II in 1955 de eerste landskampioen van het betaald voetbal. De Tilburgse club werd kampioen in de Eerste klasse B. De strijd om de landstitel was een Brabantse aangelegenheid met als tegenstanders Eindhoven, NAC en PSV. 
Op de laatste speeldag op 20 juli 1955 kon Willem II kampioen worden, maar dan moest het winnen bij Eindhoven. Tegelijkertijd mocht NAC, dat evenveel punten had, thuis niet winnen van PSV. Willem II won met 2-3 bij Eindhoven en NAC verloor met 0-2. Daardoor was Willem II landskampioen. Onder leiding van trainer František Fadrhonc en met de spelers Chris Feijt, Jan Smolders, Jo Mommers, Piet van Bladel, Jef Mertens, Janus Wagener, Piet van Beers, Jan Brooijmans, Rinus Formannoy, Frans van Loon, Jan van Roessel, Piet van Neer, Cees Dikmans, Jan van de Luijtgaarden, Sjel de Bruyckere, Toon Becx en Piet de Jong.
Willem II mocht als eerste Nederlandse club deelnemen aan de Europa Cup I, maar meldde zich af zodat PSV zijn Europese debuut kon maken. In 1956 werd de Eredivisie opgericht en Willem II plaatste zich voor de eerste jaargang van de eredivisie, degradeerde gelijk, maar keerde een jaar later weer terug. De Tilburgers eindigden samen met D.F.C. aan kop van de Eerste divisie A. Willem II won de beslissingswedstrijd op zaterdag 7 juni 1958 in stadion De Vliert in 's-Hertogenbosch met 3-1. De club bleef tot 1963 in de Eredivisie spelen.

### Winst KNVB beker en Europees debuut

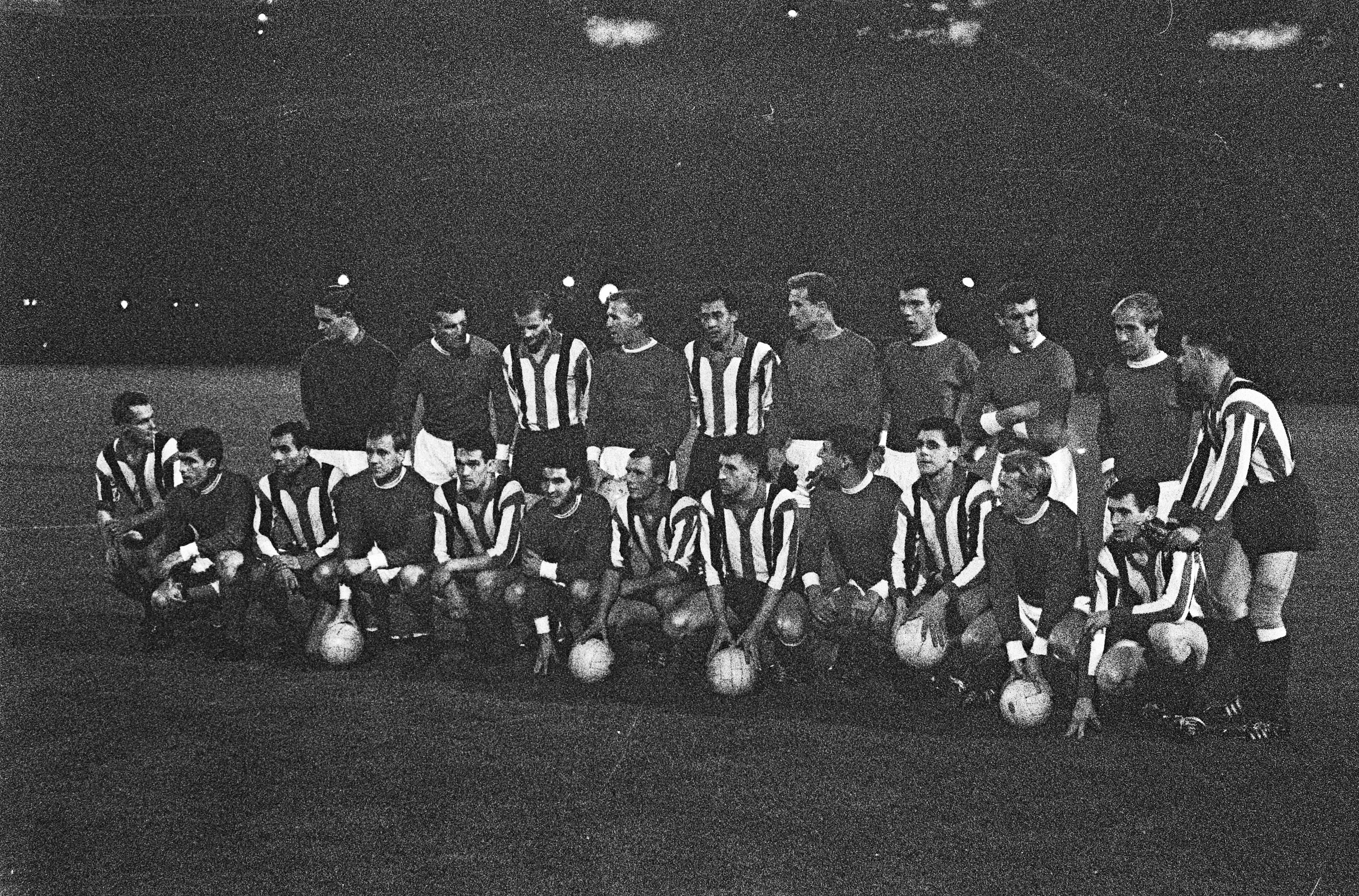
Teams van Manchester en Willem II (1963)

In het seizoen 1962/63 degradeerde Willem II uit de Eredivisie door als vijftiende en voorlaatste te eindigen. Wel wist Willem II de KNVB Beker te winnen door de finale met 0-3 van ADO te winnen. In de vierde ronde had Willem II nog Ajax uitgeschakeld.
Daarom mocht Willem II in het seizoen 1963/64 als eerste divisieclub zijn Europese debuut maken. In de Europa Cup voor bekerwinnaars trof Willem II in de 1e ronde het Engelse Manchester United. Willem II behaalde in de Rotterdamse Kuip een 1-1 gelijkspel, maar verloor de return in Manchester op Old Trafford met 6-1, waardoor het Europese avontuur tot een ronde beperkt bleef.

### Bivakkeren in Eerste divisie
In 1965 werd Willem II voor de tweede keer kampioen in de Eerste divisie en keerde het weer terug in de Eredivisie. Willem II degradeerde in het seizoen 1966/67 weer naar de eerste divisie door als achttiende en laatste te eindigen. De Tilburgers wonnen dat seizoen twee partijen, thuis tegen Fortuna '54 (2-1) en Telstar (5-2). Op bezoek bij ADO leed de club met 6-1 de grootste van in totaal 23 nederlagen dat seizoen. De degradatie vormde de inleiding tot de sportief slechtste periode sinds de invoering van het betaalde voetbal. De Tilburgers zagen de eredivisie pas weer terug in het seizoen 1979/80. Het jaar daarvoor werd Willem II onder trainer Henk de Jonge, met onder meer Bud Brocken, Martin van Geel, Johan Havermans, Johan Huybregts en Henk van Rooij in het team, derde in de Eerste divisie. Willem II won vervolgens op doelsaldo de nacompetitie ten koste van Fortuna Sittard, FC Groningen en Telstar.
In de periode tussen de degradatie van 1967 en de rentree in de Eredivisie in 1979, leidde Willem II een grijs bestaan op het op een na hoogste niveau. Vaker wel dan niet eindigde de club in het rechterrijtje. In het seizoen 1973/74 leverde Willem II zelfs de slechtste prestatie in haar bestaan in het betaalde voetbal. De club eindigde als achttiende, van de twintig, alleen Veendam en De Volewijckers presteerden slechter. Het was de tijd van financiële zorgen en een reorganisatie. Op 11 april 1972 kwam er een nieuwe verenigingsvorm. De club kreeg de officiële naam Sportclub Tilburg / Willem II, en werd gesplitst in een afdeling betaald voetbal met de naam Sportclub Tilburg en een amateurafdeling met de naam Willem II. Dit bleek echter onpraktisch en voor buitenstaanders verwarrend, waarop in december 1972 werd teruggekeerd naar de naam Willem II.
Willem II opende op 1 februari 1974 het voetbalinternaat. Dit leidde op korte termijn niet tot hernieuwde sportieve successen.
In 1979 volgde toch promotie naar de Eredivisie.

### Bijna faillissement
Door de promotie in 1979 onder leiding van Henk de Jonge kwam Willem II weer uit in de Eredivisie. Hoewel de sportieve euforie groot was, kenden de Tilburgers financieel grote zorgen. In de jaren zeventig werd een schuldenlast van 1,2 miljoen gulden opgebouwd. Dat leidde tot een crisis die rond de kerst van 1981 escaleerde. De FIOD was in het voorjaar van 1981 binnengevallen en de schuldenlast werd geopenbaard. Een commissie moest financieel orde op zaken stellen. De rechtbank in Breda verleende Willem II op 25 juni 1982 surseance van betaling. Er was toen een schuldenlast van 3 miljoen gulden. Vanaf dat moment werden allerlei initiatieven genomen om betaald voetbal te behouden voor Tilburg. 
In september 1982 trad een nieuw bestuur aan.
Onder leiding van voorzitter Wim Groels werd een strakke regie gevoerd die uiteindelijk moest leiden tot de redding van de club. Voor het eerst ging Willem II spelen met shirtreclame (Tempofoon). Stichting Behoud Betaald Voetbal Regio Tilburg haalde 200.000 gulden op en er werden afspraken gemaakt met de fiscus en het bedrijfsleven. Dat leidde ertoe dat in februari 1984 de surseance van betaling kon worden opgeheven.
Hoewel financieel een stuk gezonder (schuldenlast van 3 naar 1,7 miljoen gulden), had de hervorming gevolgen voor de sportieve prestaties. In 1984 degradeerde Willem II opnieuw uit de Eredivisie.

### Wederopstanding onder Piet de Visser
In 1985 werd Piet de Visser aangesteld als trainer van Willem II. Hij kon met talenten uit de regio voortbouwen op het fundament dat werd gelegd tijdens de saneringsjaren. In 1987 dwong de club promotie naar de Eredivisie af door als tweede te eindigen achter kampioen Volendam. Die plek werd toen beloond met rechtstreekse promotie. Onder leiding van eerst De Visser, opgevolgd door zijn protegé Adrie Koster en later Jan Reker, werd gewerkt aan een stabiele Eredivisieclub. De prestaties verbeterden in de eerste helft van de jaren negentig met het seizoen. Het was de tijd van de doorbraak van onder anderen Ulrich van Gobbel, Marc Overmars, Jean-Paul van Gastel, John Veldman, Louis Laros en Jaap Stam. Willem II was weer gezond en bouwde een nieuw stadion. In mei 1995 opende toenmalig burgemeester van Tilburg Gerrit Brokx het nieuwe Willem II Stadion.

### De glorietijd onder Co Adriaanse
In 1997 besloot Willem II om het toenmalige hoofd jeugdopleiding van Ajax Co Adriaanse aan te stellen als hoofdtrainer van de A-selectie. Hoewel de eerste resultaten tegenvielen, zette het team later dat seizoen de weg naar boven in. Uiteindelijk behaalde Willem II de vijfde plaats en daarmee werd voor het eerst in 35 jaar Europees voetbal bereikt. Na twee 3-0-overwinningen tegen het Georgische Dinamo Tbilisi in de eerste ronde, viel in de tweede ronde van de UEFA-cup het doek. Real Betis (Spanje) bleek na een gelijkspel (1-1) en een nederlaag (0-3) te sterk.
Het seizoen waarin UEFA-cupvoetbal werd gespeeld begon weer wisselvallig. Na uitschakeling in Europa werd de stijgende lijn ingezet. Na de winterstop was Willem II onoverwinnelijk en één wedstrijd voor het einde van de competitie (uit tegen Cambuur Leeuwarden) werd de tweede plaats achter kampioen Feyenoord zeker gesteld. Willem II mocht de UEFA Champions League in.
Het vertrek van steunpilaar Sami Hyypiä had het elftal duidelijk geen goed gedaan. In de Champions League werden slechts twee punten gepakt in een poule met Spartak Moskou, Sparta Praag en Girondins de Bordeaux. Ook in de Eredivisie ging het niet lekker. Willem II werd negende en nog voor het einde van het seizoen nam Adriaanse ontslag.

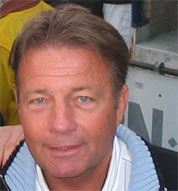
Co Adriaanse, oud-trainer van Willem II

### Teruggang onder Hulshoff
Opvolger van de naar Ajax vertrokken Adriaanse werd Hans Westerhof. Hij kon de successen die in de eerste jaren onder Adriaanse behaald werden niet terugbrengen naar Tilburg. Willem II maakte kleurloze jaren door als middenmoter. Ook Martin van Geel verliet de club. De technisch directeur werd door Dirk Scheringa naar het ambitieuze AZ gehaald. Bij Willem II werd hij opgevolgd door oud profvoetballer Barry Hulshoff. Onder zijn bewind lukte het Westerhofs opvolgers Mark Wotte en André Wetzel niet om Willem II weer op het oude niveau te brengen. Hulshoff kreeg de schuld van het aantrekken van dure, niet aan de verwachtingen voldoende spelers als Youssef Mariana en het gratis de deur uitlopen van clubtoppers als Kew Jaliens en Joris Mathijsen. Een van de weinige lichtpuntjes was de selectie van middenvelder Denny Landzaat voor het Nederlands elftal.
Hulshoff werd januari 2004 ontslagen en uiteindelijk werd Kees Zwamborn aangesteld als zijn vervanger. Wotte vertrok in januari als technisch manager naar Feyenoord en was ad interim opgevolgd door Wetzel. Vanaf de zomer van 2004 werd Robert Maaskant trainer bij Willem II. In de competitie speelde Willem II onopvallend en werd het tiende. In de KNVB Beker (toen Amstel Cup) bereikte Willem II door een 1-0-overwinning op Ajax de finale. Omdat landskampioen PSV daarin de tegenstander was, werd ook Europees voetbal afgedwongen. Willem II verloor de finale met 4-0. Het bereiken van de finale en Europees voetbal was voor Maaskant het enige hoogtepunt in Tilburg. In november 2005 wordt hij ontslagen wegens een teleurstellende zeventiende plaats in de competitie. Zwamborn volgde hem op en wist Willem II via de nacompetitie te behoeden voor degradatie.

### Wanbeleid en drie wijze mannen
De opvolger van Maaskant en Zwamborn werd Dennis van Wijk. Hij nam Andries Jonker, een jeugdvriend en oud-assistent-trainer bij FC Barcelona, mee als assistent. In het eerste seizoen presteerde de ploeg redelijk. Ondertussen werd Zwamborn weggepromoveerd en later vertrok hij helemaal. Jonker kreeg een dubbelfunctie. Naast assistent werd hij technisch manager. Als Willem II in het tweede seizoen van Van Wijk zwak presteert wordt de trainer door voorzitter Hans Verbunt ontslagen. De rol van Jonker in het ontslag van zijn vriend bleef schimmig en Van Wijk liet weten de vriendschap als over te beschouwen. Jonker werd de opvolger van Van Wijk en bleef een jaar aan als trainer, totdat zijn assistent Alfons Groenendijk het februari 2009 over nam. Onder diens leiding eindigde Willem II op een twaalfde plaats in het seizoen 2008/2009.
In de zomer van 2009 vertrok Jonker om bij Bayern München assistent te worden van Louis van Gaal. Henry van der Vegt werd de nieuwe technisch directeur. Het al jaren vermoede wanbeleid bij de club bleek waarheid: Willem II kreeg grote financiële problemen en voorzitter Verbunt trad begin 2010 af. De club bleek jarenlang structureel te veel hebben uitgegeven. Bovendien werd er sterk gespeculeerd over het doorverkopen van Mousa Dembélé en Mounir El Hamdaoui door AZ.
Een commissie van drie "wijze mannen" werd aangesteld om een analyse te maken van de financiële, sportieve en organisatorische situatie bij Willem II. Onder leiding van Jan Melis, voormalig gemeenteraadslid in Tilburg, zakenman en oud-voorzitter van de Kamer van Koophandel gingen Paul Bottelier en Mike Leers aan de slag. Een van de conclusies was dat Willem II financieel op te grote voet had geleefd en dat bezuinigingen en organisatorische hervormingen noodzakelijk waren. Zo moest de begroting terug van 12,5 miljoen euro naar 10 miljoen euro. Na de presentatie van het rapport werd commissielid Paul Bottelier aangesteld als kwartiermeester. Hij kreeg alle bevoegdheden en de Raad van Bestuur trad in zijn geheel terug. Algemeen directeur Frank Molkenboer stapte op en clubman John Feskens werd als "structureel assistent-trainer" overgenomen van RKC Waalwijk.
Ook sportief was er sprake van malaise. De club eindigde als zeventiende in de eredivisie en moest dus play-offs om promotie/degradatie spelen. Met hangen en wurgen werden FC Eindhoven en Go Ahead Eagles verslagen, waardoor Willem II ook in het seizoen 2010/2011 mocht uitkomen in de Eredivisie. Een dag nadat de club de finale tegen Go Ahead Eagles won, werd bekend dat Willem II in acute financiële nood verkeerde. De salarissen van mei en juni konden niet meer worden betaald. Bij de gemeente Tilburg werd aangeklopt om steun. Ondanks de toezegging van de gemeente om de huur van het stadion te verlagen en bepaalde schulden kwijt te schelden was de schuldenlast van Willem II nog steeds penibel. Op 11 oktober 2010 ging de gemeenteraad van Tilburg akkoord met een subsidieverstrekking van 1,2 miljoen euro.

### Op en neer
Aan het einde van seizoen 2010/2011 degradeerde Willem II naar de Eerste divisie, na één seizoen waarin het vanaf de eerste speelronde op de laatste plaats had gestaan. Na de degradatie werd Jurgen Streppel aangesteld als nieuwe coach. Onder hem keerde de club op zondag 20 mei 2012 met een compleet nieuw elftal na één seizoen terug naar de Eredivisie. Willem eindigde de reguliere competitie weliswaar als nummer vijf, maar versloeg in de play-offs 2012 vervolgens zowel Sparta Rotterdam als FC Den Bosch. In het daaropvolgende seizoen 2012/2013 werd de club laatste in de Eredivisie en degradeerde ze weer. Het verblijf in de Eerste divisie duurde opnieuw één seizoen. Willem II werd in het seizoen 2013/14 kampioen en keerde zo wederom terug in de Eredivisie. Ditmaal dwong het Willem II van Streppel behoud af via een negende plaats in de competitie, het beste resultaat sinds 2003/04. Streppel hield Willem II vervolgens in zijn vijfde en laatste jaar als trainer van de club nogmaals op het hoogste niveau, nu via de play-offs 2016.
In het seizoen 2017/2018 haalde Willem II de halve finale van de KNVB Beker, waarin uit bij Feyenoord werd verloren. Ondanks dat resultaat ging het in de competitie minder goed, waardoor trainer Erwin van de Looi opstapte.

### Stijgende lijn
Na het opstappen van Van de Looi maakte assistent Reinier Robbemond het seizoen af en onder zijn leiding speelde Willem II zich veilig en werd er thuis met 5-0 van de latere landskampioen PSV gewonnen. In het volgende seizoen wist Willem II met Adrie Koster als nieuwe trainer voor de vierde keer in haar bestaan de finale van de KNVB Beker te halen. In de halve finale werd AZ na strafschoppen verslagen. In de finale was Ajax met 4-0 te sterk. Willem II wist zich ook ver voor het einde van het seizoen veilig te spelen en eindigde op de 10e plaats. In het seizoen 2019/2020 stond Willem II na 26 speelronden op de 5e plaats in de Eredivisie, toen de competitie door de KNVB werd beëindigd vanwege het uitbreken van de coronacrisis. Deze vijfde plaats was de hoogste klassering van Willem II sinds 1999. Willem II kreeg van de KNVB het startbewijs voor de tweede kwalificatieronde van Europa League toegewezen. Dit startbewijs was eigenlijk bestemd voor de winnaar van de play offs om Europees voetbal, maar aangezien deze play offs niet meer gespeeld konden worden door de coronacrisis kreeg Willem II dit startbewijs en zou het in het seizoen 2020/2021 voor het eerst sinds 2005 weer uitkomen in een UEFA toernooi. In de Europa League werd in de tweede kwalificatieronde gewonnen van Progres Niedèrkorn uit Luxemburg, waarna in de derde kwalificatieronde Rangers FC te sterk was. Beide ontmoetingen bestonden uit een wedstrijd en werden zonder publiek gespeeld, vanwege de coronacrisis.

### Opnieuw degradatie
In het door de coronacrisis geteisterde seizoen 2020/2021 kon Willem II de stijgende lijn maar niet doorzetten. Na negen speelronden in de Eredivisie stonden de Tilburgers op een twaalfde plaats met acht punten. Ondanks deze mindere start van het seizoen besloot de clubleiding het contract van trainer Adrie Koster met een jaar te verlengen, met het vertrouwen dat hij de boel weer op de rit zou kunnen krijgen. In de negen wedstrijden die volgden leek het spel wat te verbeteren, maar sprokkelde de ploeg een schamele twee punten bij elkaar en werden er mede door individuele fouten in de laatste fase van wedstrijden dure punten verspeeld tegen directe concurrenten. Op 22 januari traden de Tilburgers thuis aan tegen PEC Zwolle. De tricolores kwamen op voorsprong, maar moesten al voor rust met tien man verder nadat scheidsrechter Sander van der Eijk een dubieuze rode kaart trok voor de Duitse spits Kwasi Okyere Wriedt (die later werd geseponeerd). De wedstrijd werd met 1-3 verloren, waarna het bestuur van Willem II ingreep. Na 18 speelronden werd het vertrouwen in trainer Adrie Koster opgezegd en op 26 januari werd wereldkundig gemaakt dat de wegen van de Tilburgers en de Zeeuwse oefenmeester zouden scheiden. Technisch directeur Joris Mathijsen noemde het een moeilijke beslissing, zeker gezien de positieve resultaten die de samenwerking in de voorgaande jaren had voortgebracht. 'Het voelt ook als falen voor ons als spelersgroep', zei aanvoerder en clubicoon Jordens Peters desgevraagd.
Željko Petrović werd aangesteld als opvolger van Adrie Koster. Onder leiding van Petrovic wist Willem II zich te handhaven in de Eredivisie. Vanaf seizoen 2021/2022 nam Fred Grim zijn taken over, maar onder zijn leiding vocht de club tegen degradatie. Op 8 maart 2022 werd Grim na 25 wedstrijden per direct ontslagen. Van de laatste achttien competitiewedstrijden had hij er slechts een winnend afgesloten. Technisch-directeur Mathijsen, die Grim tot het laatst gesteund had, werd dezelfde dag op non-actief gesteld. Kevin Hofland werd aangesteld als opvolger van Grim. Onder Hofland ging het langzaam beter met Willem II. Nadat de club op de laatste plaats had gestaan werd de eindsprint te laat ingezet. Willem II eindigde uiteindelijk op de zeventiende plaats en degradeerde naar de eerste divisie.
In de Eerste Divisie werd Hofland tijdens het seizoen ontslagen, nadat Willem II de aansluiting met de rechtstreekse promotieplaatsen was kwijtgeraakt. Reinier Robbemond werd opnieuw aangesteld als hoofdtrainer. Het lukte Willem II niet om na één seizoen gelijk weer te promoveren naar de Eredivisie, in de play-offs werd er van VVV-Venlo verloren, waardoor de club voor het eerst sinds 1987 meer dan één seizoen in de eerste divisie zou spelen.

### Korte opleving
In het tweede seizoen in de Eerste Divisie lukte het Willem II een historisch clubrecord neer te zetten: In 2023 wonnen de Tilburgers 14 van de 15 thuiswedstrijden in de competitie, dit presteerde Willem II eerder alleen in 1955.
Willem II stond na de eerste periode echter op een teleurstellende vijfde plaats, hierop werd besloten om Reinier Robbemond te ontslaan. Hij werd opgevolgd door Peter Maes.
Willem II verzekerde zich in het tweede seizoen in de Eerste Divisie tijdens de voorlaatste speelronde een plek bij de bovenste twee ploegen en daarmee ook van promotie naar de Eredivisie. Op de slotdag, 10 mei 2024, volgde ook de titel van de Eerste Divisie na een overwinning op Telstar.
Willem II begon in de Eredivisie voortvarend en stond na de eerste competitiehelft op de 9e plaats. Hierna kwam de klad erin en in het kalenderjaar 2025 wist het geen enkele wedstrijd meer te winnen, waardoor het naar de 16e plaats zakte en was veroordeeld tot het spelen van de nacompetitie. Hierin wist Willem II nog wel van FC Dordrecht te winnen, maar degradeerde het na een verloren finale tegen Telstar. 

## Erelijst
| Competitie                    | Aantal | Jaren                              |
| ----------------------------- | ------ | ---------------------------------- |
| Nationaal                     |        |                                    |
| Nederlands landskampioenschap | 3×     | 1915/16, 1951/52, 1954/55          |
| Eerste divisie                | 4×     | 1957/58, 1964/65, 2013/14, 2023/24 |
| KNVB Beker                    | 2×     | 1943/44, 1962/63                   |
| Regionaal                     |        |                                    |
| Zilveren Bal                  | 3×     | 1916, 1917, 1921                   |

## Clubcultuur
De supporterskern van Willem II bevindt zich op de vakken A, B en C, de tribune achter het doel aan de 'Korvelse' kant van het stadion, in de volksmond beter bekend als de Kingside. Vele sfeeracties vinden vaak vanaf deze tribune plaats. De Kingside bestaat sinds 1979, toen een groep supporters zich 'onder de klok' begon te verzamelen en een grote rood-wit-blauwe vlag ophing met de tekst "King-Side Willem II". De benaming en het fanatieke support waren in die tijd nog nieuw voor Tilburg, maar kregen mede een impuls door de aanwezigheid van een groep NAC-supporters. 
Tijdens een nacompetitiewedstrijd op 27 juni 1979 tegen Telstar kwamen enkele honderden NAC-fans naar Tilburg om Willem II aan te moedigen. Met spandoeken als "NAC steunt Willem II" en "NAC-fans groeten Willem II" lieten zij zien hoe fanatieke support eruit kon zien, in een tijd waarin georganiseerde supportersgroepen in Nederland nog in opkomst waren. Volgens betrokkenen werden ze zelfs door de stadionspeaker welkom geheten. Deze actie van de NAC-supporters had een inspirerende uitwerking op de Willem II-aanhang en wordt door sommigen gezien als een katalysator voor het ontstaan van de fanatieke sfeerbeleving op de Kingside.
Inmiddels bevinden zich ook aan de andere kant van het stadion fanatieke Willem II-supporters, met name in vak E, tegenover het uitvak.

## Rivaliteit

### Rivaliteit met NAC Breda
Gezien er in het verleden vaak meerdere  eredivisionisten uit de provincie Brabant kwamen, waaronder PSV, waren er ook geregeld derby's. De zwaarst beladen is die met aartsrivaal NAC Breda uit Breda, welke bekendstaat als de Brabantse derby. 

## Organisatie
| Nat.                    | Naam                     | Functie             | Sinds |
| ----------------------- | ------------------------ | ------------------- | ----- |
| Raad van Commissarissen |                          |                     |       |
| Vlag van Nederland      | Meindert van Duijvenbode | Voorzitter          | 2019  |
| Vlag van Nederland      | Jan van der Laak         | Commissaris         | 2016  |
| Vlag van Nederland      | Ilse Melis               | Commissaris         | 2019  |
| Vlag van Nederland      | Wim Bens                 | Commissaris         | 2024  |
| Directie                |                          |                     |       |
| Vlag van Nederland      | Merijn Goris             | Algemeen directeur  | 2024  |
| Vlag van Nederland      | Freek Heerkens           | Technisch directeur | 2025  |

## Eerste elftal

### Selectie
| Nr.           | Naam                     | Sinds      | Contract   | Vorige club     |
| Doelmannen    | Doelmannen               | Doelmannen | Doelmannen | Doelmannen      |
| ------------- | ------------------------ | ---------- | ---------- | --------------- |
| 1             | Thomas Didillon          | 2024       | 2026       | Cercle Brugge   |
| 21            | Wouter van der Steen     | 2025       | 2026       | Helmond Sport   |
| 31            | Karst de Leeuw           | 2025       | 2026       |                 |
| Verdedigers   |                          |            |            |                 |
| 4             | Justin Hoogma            | 2025       | 2027       | Heracles Almelo |
| 5             | Rúnar Thór Sigurgeirsson | 2023       | 2026       | Östers          |
| 14            | Jens Mathijsen           | 2024       | 2027       |                 |
| 24            | Nathan Tjoe-A-On         | 2025       | 2027       | Swansea City    |
| 25            | Mickaël Tirpan           | 2024       | 2026       | Lierse          |
| 30            | Raffael Behounek         | 2023       | 2026       | Tirol           |
| 44            | Niels van Berkel         | 2023       | 2026       |                 |
| Middenvelders |                          |            |            |                 |
| 8             | Jesse Bosch              | 2022       | 2027       | Twente          |
| 10            | Jari Schuurman           | 2025       | 2027       | Dordrecht       |
| 16            | Ringo Meerveld           | 2021       | 2026       | Den Bosch       |
| 19            | Uriël van Aalst          | 2025       | 2028       |                 |
| 23            | Max de Waal              | 2023       | 2026       | Ajax            |
| 27            | Dani Mathieu             | 2022       | 2026       |                 |
| 34            | Amine Lachkar            | 2023       | 2027       |                 |
| Aanvallers    |                          |            |            |                 |
| 7             | Nick Doodeman            | 2022       | 2026       | Cambuur         |
| 9             | Devin Haen               | 2025       | 2028       | Feyenoord       |
| 11            | Emilio Kehrer            | 2024       | 2027       | Cercle Brugge   |
| 22            | Per van Loon             | 2024       | 2026       |                 |
| 28            | Thomas Verheydt          | 2025       | 2026       | Çorum           |

Laatste update: 21 juni 2025

### Staf
| Functie            | Naam               | Sinds | Contract | Vorige club  |
| ------------------ | ------------------ | ----- | -------- | ------------ |
| Hoofdtrainer       | Vacant             | 2025  |          |              |
| Assistent-trainers | Kristof Aelbrecht  | 2024  | 2026     | Club Brugge  |
| Assistent-trainers | Vacant             | 2025  |          |              |
| Keeperstrainer     | Peter den Otter    | 2022  | 2026     | RKC Waalwijk |
| Teammanager        | Jos van Nieuwstadt | 2018  |          |              |

Laatste update: 21 juni 2025

## Overige elftallen

#### Willem II O21
Sinds het seizoen 2020-2021 neemt Willem II deel aan de nieuwe verplichte Onder 21 jeugdcompetitie van de KNVB. Willem II vormde daarvoor een nieuw Onder 21 (O21) team, wat het vlaggenschip van de jeugdopleiding werd. De O21 werkt haar trainingen en thuiswedstrijden sinds 2019 af op het complex van de Willem II Jeugdopleiding, gevestigd in het oude sportcomplex van voormalig voetbalclub RKTVV aan de Rueckertbaan in Tilburg. In het najaar van 2020 startte Willem II een prijsvraag onder supporters om een nieuwe naam voor het sportcomplex van de Jeugdopleiding te bedenken. Begin 2021 werd de winnaar bekendgemaakt en werd het complex omgedoopt tot 'Sportpark Prinsenhoeve'. In het seizoen 2022-2023 startte de O21 in de najaarscompetitie van Divisie 1 van de O21 competitie. Na degradatie komt het in de voorjaarscompetitie uit in Divisie 2.

## Overzichtslijsten

### Competitieresultaten vanaf 1898/99
- 1899 3e
Tweede klasse A
- 1900 4e
Tweede klasse A
- 1901
- 1902
- 1903
- 1904 4e
Tweede klasse A
- 1905 3e
Tweede klasse A
- 1906 2e
Tweede klasse A
- 1907 3e
Tweede klasse A
- 1908 3e
Tweede klasse A
- 1909 3e
Tweede klasse A
- 1910 2e
Tweede klasse B
- 1911 2e
Tweede klasse A
- 1912 2e
Tweede klasse A
- 1913 2e
Tweede klasse A
- 1914 1e
Eerste klasse
- 1915 2e
Eerste klasse
- 1916 1e
Eerste klasse
- 1917 1e
Eerste klasse
- 1918 1e
Eerste klasse
- 1919 2e
Eerste klasse
- 1920 3e
Eerste klasse
- 1921 4e
Eerste klasse
- 1922 2e
Eerste klasse
- 1923 1e
Eerste klasse
- 1924 2e
Eerste klasse
- 1925 8e
Eerste klasse
- 1926 7e
Eerste klasse
- 1927 5e
Eerste klasse
- 1928 6e
Eerste klasse
- 1929 2e
Eerste klasse
- 1930 1e
Eerste klasse
- 1931 3e
Eerste klasse
- 1932 6e
Eerste klasse
- 1933 8e
Eerste klasse
- 1934 1e
Eerste klasse
- 1935 10e
Eerste klasse
- 1936 1e
Tweede klasse B
- 1937 1e
Tweede klasse B
- 1938 8e
Eerste klasse
- 1939 5e
Eerste klasse
- 1940 5e
Eerste klasse
- 1941 9e
Eerste klasse
- 1942 3e
Eerste klasse
- 1943 1e
Eerste klasse
- 1944 5e
Eerste klasse
- 1945
- 1946 6e
Eerste klasse
- 1947 3e
Eerste klasse
- 1948 3e
Eerste klasse
- 1949 3e
Eerste klasse
- 1950 3e
Eerste klasse
- 1951 1e
Eerste klasse D
- 1952 1e
Eerste klasse C
- 1953 2e
Eerste klasse C
- 1954 2e
Eerste klasse D
- 1955 1e
Eerste klasse (prof) B
- 1956 6e
Hoofdklasse (prof) B
- 1957 17e
Eredivisie
- 1958 1e
Eerste divisie A
- 1959 16e
Eredivisie
- 1960 8e
Eredivisie
- 1961 10e
Eredivisie
- 1962 8e
Eredivisie
- 1963 15e
Eredivisie
- 1964 10e
Eerste divisie
- 1965 1e
Eerste divisie
- 1966 10e
Eredivisie
- 1967 18e
Eredivisie
- 1968 4e
Eerste divisie
- 1969 14e
Eerste divisie
- 1970 6e
Eerste divisie
- 1971 14e
Eerste divisie
- 1972 15e
Eerste divisie
- 1973 14e
Eerste divisie
- 1974 18e
Eerste divisie
- 1975 14e
Eerste divisie
- 1976 9e
Eerste divisie
- 1977 11e
Eerste divisie
- 1978 7e
Eerste divisie
- 1979 3e
Eerste divisie
- 1980 8e
Eredivisie
- 1981 10e
Eredivisie
- 1982 14e
Eredivisie
- 1983 14e
Eredivisie
- 1984 17e
Eredivisie
- 1985 8e
Eerste divisie
- 1986 5e
Eerste divisie
- 1987 2e
Eerste divisie
- 1988 4e
Eredivisie
- 1989 15e
Eredivisie
- 1990 13e
Eredivisie
- 1991 11e
Eredivisie
- 1992 12e
Eredivisie
- 1993 10e
Eredivisie
- 1994 8e
Eredivisie
- 1995 7e
Eredivisie
- 1996 12e
Eredivisie
- 1997 15e
Eredivisie
- 1998 5e
Eredivisie
- 1999 2e
Eredivisie
- 2000 9e
Eredivisie
- 2001 8e
Eredivisie
- 2002 11e
Eredivisie
- 2003 11e
Eredivisie
- 2004 7e
Eredivisie
- 2005 10e
Eredivisie
- 2006 17e
Eredivisie
- 2007 15e
Eredivisie
- 2008 15e
Eredivisie
- 2009 12e
Eredivisie
- 2010 17e
Eredivisie
- 2011 18e
Eredivisie
- 2012 5e
Eerste divisie
- 2013 18e
Eredivisie
- 2014 1e
Eerste divisie
- 2015 9e
Eredivisie
- 2016 16e
Eredivisie
- 2017 13e
Eredivisie
- 2018 13e
Eredivisie
- 2019 10e
Eredivisie
- 2020 5e
Eredivisie
- 2021 14e
Eredivisie
- 2022 17e
Eredivisie
- 2023 4e
Eerste divisie
- 2024 1e
Eerste divisie
- 2025 16e
Eredivisie

In elke staaf van de grafiek staat van boven naar beneden vermeld: 
- Eindnotering

Dit is de positie die de club heeft bereikt in de competitie, zonder eventuele beslissings-, play-off- of nacompetitiewedstrijden die nodig zijn geweest om bijvoorbeeld de kampioen van de competitie te bepalen.
Indien een * achter het getal staat is de notering een tussenstand en kan het zijn dat de notering niet overeenkomt met de uiteindelijke eindstand van de competitie.
Staat er een - dan is het seizoen nog bezig en is er geen definitieve uitslag bekend.
Staat er xx op de positie van de notering, dan heeft de club vroegtijdig de competitie verlaten. Dit kan onder andere komen door terugtrekking van het team, faillissement van de club of door een uitgedeelde straf van de KNVB. In veel gevallen staat elders in het artikel de reden vermeld.
Staat er een ? dan is het resultaat uit het verleden onbekend, en is alleen de competitie of het niveau bekend van dat seizoen.
In de seizoenen 2019/20 en 2020/21 werd wegens de coronacrisis het amateurvoetbal afgebroken. Daardoor kennen deze staven geen eindklassering (middels -- weergegeven).
- Competitieniveau en afdelingsletter of Officiële eindstand Eredivisie
  - Competitieniveau en afdelingsletter

Hierbij geeft het getal het niveau weer, dat ook terug te vinden is in de legenda. De letter is de afdelingsaanduiding en wordt gebruikt wanneer er meer afdelingen zijn op hetzelfde niveau. De afdelingsletter is altijd een hoofdletter en wordt meestal zonder nummer gebruikt.
Voorbeeld: 2F is niveau 2e klasse competitie F.
Het competitieniveau en nummer wordt niet vermeld wanneer er slechts één competitie van dit niveau was.
  - Officiële eindstand Eredivisie (getal staat tussen haakjes vermeld)

Sinds de introductie van play-offwedstrijden voor Europees voetbal na afloop van de reguliere competitie in 2005/06, is de KNVB verplicht een eindstand van de Eredivisie door te geven aan de UEFA aan de hand van deze play-offwedstrijden.
Bij deze eindstand staan clubs die zich hebben gekwalificeerd voor Europees voetbal hoger dan clubs die zich niet wisten te kwalificeren. Indien er geen verschil was tussen de eindnotering en de officiële eindstand, staat dit getal niet vermeld.

- Onderafdeling

Hier staat afgekort de naam van de onderafdeling indien de club in dat jaar in een onderafdeling uitkwam. Tevens staat deze afkorting in de legenda en wordt gelinkt naar het artikel over deze onderafdeling. Deze afkorting wordt alleen vermeld wanneer de club in het verleden in verschillende onderafdelingen heeft gespeeld. Deze vermelding is in de staaf altijd in kleine letters. Deze onderafdelingen zijn na het seizoen 1995/96 afgeschaft. Heeft de club in slechts één onderafdeling gespeeld, dan is dit alleen terug te vinden in de legenda.
Onder de staaf staat het jaartal vermeld waarin het seizoen is afgesloten. 15 verwijst naar het seizoen 2014/15 of eventueel het seizoen 1914/15.
Wanneer een staaf leeg is, zijn deze gegevens niet bekend. Het kan ook zijn dat de club dat seizoen niet heeft meegespeeld op het hogere amateurniveau, vroegtijdig de competitie heeft verlaten of uit de competitie is gezet.

In het seizoen 1944/45 was er wegens de Tweede Wereldoorlog geen regulier competitievoetbal.
- Hoofdklasse (prof)
- Eredivisie
- Eerste klasse (prof)
- Eerste divisie
- Eerste klasse
- Tweede klasse

### In Europa
- Europacup I / UEFA Champions League (1x)

1999/00
- UEFA Cup / UEFA Europa League (3x)

1998/99, 2005/06, 2020/21
- Europacup II (1x)

1963/64
- Intertoto Cup (5x)

1980, 1981, 1994, 2002, 2003
Uitslagen vanuit gezichtspunt Willem II
| Seizoen | Competitie         | Ronde   | Land                 | Club                  | Totaalscore | 1e W    | 2e W       | PUC |
| ------- | ------------------ | ------- | -------------------- | --------------------- | ----------- | ------- | ---------- | --- |
| 1963/64 | Europacup II       | 1R      | Vlag van Engeland    | Manchester United     | 2-7         | 1-1 (T) | 1-6 (U)    | 1.0 |
| 1980    | Intertoto Cup      | Poule 7 | Vlag van Zweden      | Malmö FF              | 1-3         | 0-1 (U) | 1-2 (T)    | 0.0 |
|         |                    |         | Vlag van Duitsland   | MSV Duisburg          | 3-3         | 3-1 (U) | 0-2 (T)    | 0.0 |
|         |                    |         | Vlag van Zwitserland | FC Sion               | 4-3         | 0-0 (U) | 4-3 (T)    | 0.0 |
| 1981    | Intertoto Cup      | Poule 8 | Vlag van Bulgarije   | Marek Stanke Dimitrov | 5-1         | 1-0 (U) | 4-1 (T)    | 0.0 |
|         |                    |         | Vlag van Duitsland   | Stuttgarter Kickers   | 4-6         | 1-3 (U) | 3-3 (T)    | 0.0 |
|         |                    |         | Vlag van Noorwegen   | Viking FK             | 2-3         | 2-2 (U) | 0-1 (T)    | 0.0 |
| 1994    | Intertoto Cup      | Poule 8 | Vlag van Oostenrijk  | FK Austria Wien       | 0-4         | 0-4 (U) |            | 0.0 |
|         |                    |         | Vlag van Zweden      | IFK Norrköping        | 0-2         | 0-2 (U) |            | 0.0 |
|         |                    |         | Vlag van Frankrijk   | SM Caen               | 1-0         | 1-0 (T) |            | 0.0 |
|         |                    |         | Vlag van Denemarken  | Lyngby BK             | 3-1         | 3-1 (T) |            | 0.0 |
| 1998/99 | UEFA Cup           | 1R      | Vlag van Georgië     | FC Dinamo Tbilisi     | 6-0         | 3-0 (T) | 3-0 (U)    | 5.0 |
|         |                    | 2R      | Vlag van Spanje      | Real Betis            | 1-4         | 1-1 (T) | 0-3 (U)    | 5.0 |
| 1999/00 | Champions League   | Groep G | Vlag van Rusland     | Spartak Moskou        | 2-4         | 1-3 (T) | 1-1 (U)    | 3.0 |
|         |                    | Groep G | Vlag van Frankrijk   | Girondins de Bordeaux | 2-3         | 2-3 U)  | 0-0 (T)    | 3.0 |
|         |                    | Groep G | Vlag van Tsjechië    | Sparta Praag          | 3-8         | 0-4 (U) | 3-4 (T)    | 3.0 |
| 2002    | UEFA Intertoto Cup | 2R      | Vlag van Zwitserland | FC St. Gallen         | 2-1         | 1-0 (T) | 1-1 nv (U) | 0.0 |
|         |                    | 3R      | Vlag van Rusland     | Krylja Sovetov Samara | 3-3 u       | 1-3 (U) | 2-0 (T)    | 0.0 |
|         |                    | 1/2     | Vlag van Spanje      | Málaga CF             | 1-3         | 1-2 (U) | 0-1 (T)    | 0.0 |
| 2003    | UEFA Intertoto Cup | 2R      | Vlag van Zwitserland | FC Wil                | 3-4         | 2-1 (T) | 1-3 (U)    | 0.0 |
| 2005/06 | UEFA Cup           | 1R      | Vlag van Frankrijk   | AS Monaco             | 1-5         | 0-2 (U) | 1-3 (T)    | 0.0 |
| 2020/21 | Europa League      | 2Q      | Vlag van Luxemburg   | Progrès Niedercorn    | 5-0         | 5-0 (U) |            | 2.0 |
|         |                    | 3Q      | Vlag van Schotland   | Rangers FC            | 0-4         | 0-4 (T) |            | 2.0 |

Totaal aantal punten behaald voor de UEFA Coëfficiënten: 11.0
Op de UEFA-ranglijst van de beste clubs in Europa stond Willem II op 26 september 2024 op de 123e plaats met 2.000 punten.

### Clubrecords
- Meeste wedstrijden voor Willem II: John Feskens (483)
- Clubtopscorer: Piet de Jong (216 doelpunten)
- Clubtopscorer in de eredivisie: Coy Koopal (94 doelpunten)
- Eerste international: Tinus van Beurden
- Recordinternationals (in dienst Willem II): 1. Sjel de Bruyckere (7 caps, totaal 7 caps), 2. Denny Landzaat (6 caps, totaal 38 caps), 3. Jan van Roessel (5 caps, totaal 6 caps), Piet Stevens en Gerrit Horsten (5 caps)
- Recordinternationals (gehele carrière): 1. Marc Overmars (86 caps), 2. Joris Mathijsen (84 caps), 3. Jaap Stam (67 caps)
- Speler van de 20e Eeuw: Jan van Roessel
- Eerste buitenlandse aankoop: Kurt Zaro (1956)
- Duurste aankoop: Mounir El Hamdaoui (€1,1 miljoen, Tottenham Hotspur, 2006/2007)
- Hoogste verkoop: Mounir El Hamdaoui (€7,8 miljoen, AZ, 2007/2008)
- Jongste debutant: Jeroen Lumu (16 jaar, 234 dagen)
- Jongste doelpuntenmaker: Jeroen Lumu (16 jaar, 238 dagen)

### Bekende oud-Willem II'ers
- Co Adriaanse
- Bud Brocken
- Jan Brooijmans
- Mousa Dembélé
- Virgil van Dijk
- Frantisek Fadrhonc
- John Feskens
- Tomáš Galásek
- Wim Hofkens
- Sami Hyypiä
- Evgeniy Levchenko
- Alexander Isak
- Frenkie de Jong
- Piet de Jong
- Coy Koopal
- Denny Landzaat
- Joris Mathijsen
- Toine van Mierlo
- Marc Overmars
- Louis de Puyt
- Jan van Roessel
- Earnest Stewart
- Fran Sol
- Jaap Stam
- Arjan Swinkels
- Konstantinos Tsimikas
- Piet de Visser
- Geert de Vlieger
- Wout Weghorst
- Vangelis Pavlidis

### Topscorers
- 1954/55:  Sjel de Bruyckere (8)
- 0000000  Piet de Jong (24)
0000000  Jan van Roessel (24)
- 1955/56:  Jan van Roessel (24)
- 1956/57:  Coy Koopal (13)
- 1957/58:  Piet de Jong (19)
- 1958/59:  Coy Koopal (17)
- 1959/60:  Coy Koopal (17)
- 1960/61:  Coy Koopal (18)
- 1961/62:  Coy Koopal (19)
- 1962/63:  Coy Koopal (11)
0000000  Piet Timmermans (11)
- 1963/64:  Frits Louer (16)
- 1964/65:  Willy Senders (17)
- 1965/66:  Rini Mettes (10)
- 1966/67:  Piet Timmermans (9)
- 1967/68:  Ger Saris (23)
- 1968/69:  Wim Wisse (7)
- 1969/70:  Gerrie Deijkers (24)
- 1970/71:  Louis de Puyt (6)
- 1971/72:  Louis de Puyt (13)
- 1972/73:  Henk van Meteren (12)
- 1973/74:  Cees van den Berg (7)
0000000  Walter Ferreira (7)
0000000  Henk van Meteren (7)
- 1974/75:  Piet van Dijk (9)
- 1975/76:  Henk van Rooij (10)
- 1976/77:  Frans Janssen (10)
- 1977/78:  Henk van Rooij (13)
- 1978/79:  Henk van Rooij (15)
- 1979/80:  Toine van Mierlo (10)
- 1980/81:  Roger Raeven (12)
- 1981/82:  Rob McDonald (21)
- 1982/83:  Arthur Hoyer (10)
- 1983/84:  Wanny van Gils (9)
- 1984/85:  Wanny van Gils (13)
- 1985/86:  Kevin Maddock (19)
- 1986/87:  Kevin Maddock (24)
- 1987/88:  Edwin Godee (10)
- 1988/89:  Willem van der Ark (7)
0000000  Guus van der Borgt (7)
0000000  David Loggie (7)
- 1989/90:  David Loggie (11)
- 1990/91:  Earnest Stewart (17)
- 1991/92:  Martin van Geel (11)
- 1992/93:  Martin van Geel (9)
- 1993/94:  Hans van Arum (9)
- 1994/95:  Louis Laros (10)
0000000  Earnest Stewart (10)
- 1995/96:  Jack de Gier (11)
- 1996/97:  Marc van Hintum (7)
0000000  Joonas Kolkka (7)
- 1997/98:  Clyde Wijnhard (14)
- 1998/99:  Mariano Bombarda (17)
- 1999/00:  Mariano Bombarda (11)
- 2000/01:  Mariano Bombarda (13)
- 2001/02:  Denny Landzaat (16)
- 2002/03:  Dmitri Sjoekov (9)
- 2003/04:  Tom Caluwé (10)
- 2004/05:  Martijn Reuser (9)
- 2005/06:  Mousa Dembélé (9)
- 2006/07:  Kevin Bobson (5)
0000000  Cristiano (5)
- 2007/08:  Rydell Poepon (10)
- 2008/09:  Frank Demouge (14)
- 2009/10:  Frank Demouge (7)
- 2010/11:  Andreas Lasnik (8)
- 2011/12:  Donny de Groot (14)
- 2012/13:  Aurélien Joachim (6)
- 2013/14:  Ruud Boymans (27)
- 2014/15:  Samuel Armenteros (11)
- 2015/16:  Erik Falkenburg (11)
- 2016/17:  Fran Sol (10)
- 2017/18:  Fran Sol (16)
- 2018/19:  Alexander Isak (13)
0000000  Fran Sol (13)
- 2019/20:  Vangelis Pavlidis (11)
- 2020/21:  Vangelis Pavlidis (12)
- 2021/22:  Ché Nunnely (6)
- 2022/23:  Elton Kabangu (12)
- 2023/24:  Jeredy Hilterman (16)
- 2024/25: n.n.b.

### Trainers
- 1926–1927:  Robert Fisher
- 1927–1929:  Louis van der Aa &  Arnaud van de Ven
- 1929–1931:  Augustus (Gus) Smith
- 1931–1932:  Ignác Molnár
- 1932–1934:  Herman Peltzer
- 1934–1935:  Huub de Leeuw
- 193500000:  Ok Formenoij
- 1935–1936:  Jack Hall
- 1936–1937:  Joseph William Julian
- 1937–1939:  Huub de Leeuw
- 1939–1940:  Richard Longin
- 1940–1944:  Arnaud van de Ven
- 1944–1946:  Adriaan Koonings
- 1946–1949:  Janus Spijkers
- 1949–1956:  František Fadrhonc
- 1956–1963:  Wudi Müller
- 1963–1966:  Jaap van der Leck
- 1966–1967:  Frans Debruijn
- 0000–1967:  Toon van den Enden (a.i.)
- 1967–1971:  Jaap van der Leck
- 1971–1973:  Henk Wullems
- 1973–1978:  Jan Brouwer
- 1978–1980:  Henk de Jonge
- 1980–1982:  Bert Jacobs
- 1982–1983:  Jan Brouwer
- 1983–1985:  Jan Notermans
- 0000–1985:  Nico Neele (a.i.)
- 1985–1990:  Piet de Visser
- 1990–1991:  Adrie Koster
- 199100000:  Piet de Visser
- 1991–1995:  Jan Reker
- 1995–1996:  Theo de Jong
- 1996–1997:  Jimmy Calderwood
- 1997–2000:  Co Adriaanse
- 0000–2000:  Hans Verèl (a.i.)
- 2000–2002:  Hans Westerhof
- 2002–2004:  Mark Wotte
- 0000–2004:  André Wetzel (a.i.)
- 2004–2005:  Robert Maaskant
- 2005–2006:  Kees Zwamborn (a.i.)
- 2006–2007:  Dennis van Wijk
- 2007–2009:  Andries Jonker
- 2009–2010:  Alfons Groenendijk
- 0000–2010:  Mark Schenning (a.i.)
- 0000–2010:  Arno Pijpers (a.i.)
- 0000–2010:  Theo de Jong (a.i.)
- 2010–2011:  Gert Heerkes
- 0000–2011:  John Feskens (a.i.)
- 2011–2016:  Jurgen Streppel
- 2016–2018:  Erwin van de Looi
- 0000–2018:  Reinier Robbemond (a.i.)
- 2018–2021:  Adrie Koster
- 0000–2021:  Gery Vink (a.i.)
- 0000–2021:  Željko Petrović (a.i.)
- 2021–2022:  Fred Grim
- 000002022:  Kevin Hofland
- 2022–2023:  Reinier Robbemond
- 2023–heden:  Peter Maes